# Цей острів Земля (роман)
«Цей острів Земля» (англ. This Island Earth) — науково-фантастичний роман американського письменника Реймонда Ф. Джоунза, в якому зображено боротьбу землян з іншопланетянами. Вперше опублкований протягом 1949—1950 років в журналі «Тріллінг Вандер сторіс» у вигляді трьох окремих повістей: «Інопланетна машина» (червень 1949 року), «Плащаниця таємниці» (грудень 1950 року), «Великий конфлікт» (лютий 1950 року). 1952 року об'єднано в єдиний роман під назвою «Цей острів Земля» й видано окремим виданням того ж року видавництвом «Shasta Publishers».

## Зміст
Інженер компанії «Ryberg Instrument Corporation» Кел Мечам отримав 4 бісероподібних пристрої, призначені для заміни конденсаторів, які він замовив. Подумавши, що це жарт, він все одно тестує їх і знаходить, що вони працюють так само, як і те, що він замовив. Також Кел з пристроями отримує каталог, у якому є електронний апарат інтероцитор, що йому невідомий. Також у каталозі представлено деталі й спосіб зборки інтероцитору.
Після зборки й випробування інтероцитору Кел Мечам зустрічає людину, що запрошує вченого доєднатися до групи, що зветься Інженерами Миру. Він погоджується. Група надсилає безпілотний літак, що забирає Кела і відвозить до невеликого комплексу в долині на північ від міста Фенікс (Аризона). Тут Кел Мечам зустрічає психолога Рут Адамс. Через деякий час Кел виявляє, що Адамс чогось боїться. Доктор Ворнер розповідає Мехем, що той буде відповідає за завод з конструювання інтерцитеру. Згодом Кел Мехем зустрічає також свого співкурсника по коледжу Оле Свенберга.
Шість місяців потому Мехем зустрічає головного інженера комплексу Йоргасновара. Крім того, випадково розуміє, що інтероцитор здатен проникати в думки інших людей. Разом з Рут Кел підслуховує за допомогою інтерцитора думки Йоргасновара щодо справжньої ситуації: інтероцитори прислано космічними кораблями, і Інженери Миру беруть участь у міжзоряній війні. Кел Мехем вирішує про це повідомити президента і уряд. З паперами і інтероцситором він (і Рут та Оле) летять до Вашингтону, проте напівдорозі якого перехоплено прмоенем з корабля. В результаті Мехема доправлено на Місяць. Тут Кел дізнається, що інопланетна раса, що зветься Лланна і є Інженерами Миру. Вони ведуть тисячолітню війну з расою Гуарра, а Землю, якою фактично керують, використовують в якості своєю бази. Ллана порівняють завдання людей з робою місцевих мешканців Філіппін та Океанії під час Другої світової війни, яких використовували американці та японці.
По поверненню до комплексу Кел, Рут і Оле починають саботувати виробництво інтероциторів та зрештою влаштовує профспілковий страйк. В цей час виявляється, що Оле є агентом раси Гуарра, що маскувався під людину з моменту навчання у коледжі. Під час битви за допомогою інтероциторів Оле та його поплічники з Гуарра гинуть. Також смертельно поранено Йоргасновару. Кел і Рут вирушають до світу останнього, щоб віддати його тіло. Тут Рада Лланни повідомляє, що вони залишають Землю повністю й що це потрібно зробити людям, оскільки військові комп'ютери Лланни вирахували неможливість захистити Землю. Втім виявляється, що комп'ютери Гуарри також вирішили, що Лланна не може чинити спротив на Землі (на основі донесень «Оле Свендберга»). Кел пропонує робити те, чого ворог не чекає, й переконує Раду Лланни чинити спротив.

## Екранізація
1955 року вийшов фільм з однойменною назвою. Лише перша половина фільму, де йдеться про дослідження та прибуття на завод, дотримується роману. Надалі головна відмінність: земляни співпрацюють з дружною расою Лланна, яка зрештою готова захистити Землю, тоді як у фільмі прибульці з Металуни (книжної Лланни) готуються колонізувати Землю.

## Новаторство
Є одним з перших творів, у яких зображено міжзоряні війни, де земляни не є головними. Земля є лише одним з місць війни між іншопланетними расами.

## Передбачення
- безпілотний літак
- військові комп'ютери, що здатні прогнозувати події